# 西藏沙蜥
西藏沙蜥（学名：Phrynocephalus theobaldi）为鬣蜥科沙蜥属的爬行动物。本物種的种加名是為紀念當時英屬印度的生物學家威廉·特奧巴爾德。

## 分佈
分布于印度、尼泊尔以及中国大陆的新疆、西藏等地，一般生活于高山荒漠，3000-4800米或更高的高山荒漠环境、栖息在山麓冲积洪积的倾斜砂砾地带、丘陵缓坡、河湖沿岸的干燥沙砾或沙丘上以及植被覆盖度低。其生存的海拔下限为3000米。该物种的模式产地在Lake Chomoriri。

## 保护
本种于2023年被收录入《有重要生态、科学、社会价值的陆生野生动物名录》。

## 外部連結
- 維基物種上的相關：西藏沙蜥